# Siegsdorf
Siegsdorf är en kommun och ort i Landkreis Traunstein i Regierungsbezirk Oberbayern i förbundslandet Bayern i Tyskland,  och är den största kommunen i denna landkreis. Invånarantalet är cirka 
9 000.
Siegesdorf ligger direkt vid motorvägen A8 mellan München och Salzburg.